# 达里
达里（Dari），是印度贾坎德邦Hazaribag县的一个城镇。总人口7382（2001年）。

## 人口
该地2001年总人口7382人，其中男性3871人，女性3511人；0—6岁人口1225人，其中男613人，女612人；识字率61.83%，其中男性为70.34%，女性为52.44%。